# Arena Stožice
De Arena Stožice is een multifunctionele arena in Ljubljana, Slovenië. De arena is ontworpen door de Sloveense Sadar Vuga en is de grootste overdekte arena van het land. Het ligt in de wijk Bežigrad, ten noorden van het stadscentrum. De arena maakt deel uit van het sportcomplex Stožice Sports Park.
De arena is de thuisbasis van basketbalclub KK Cedevita Olimpija.

## Geschiedenis
De arena is vernoemd naar het gebied waarin het zich bevindt waardoor er een naamsverandering mogelijk is in de toekomst. Samen met het nationaal voetbalstadion, het Stožicestadion, maakt het deel uit van het Stožice Sports Park. Het werd gebouwd in slechts 14 maanden en opende op 10 augustus 2010 met een basketbalwedstrijd tussen Slovenië en Spanje.

## Galerij

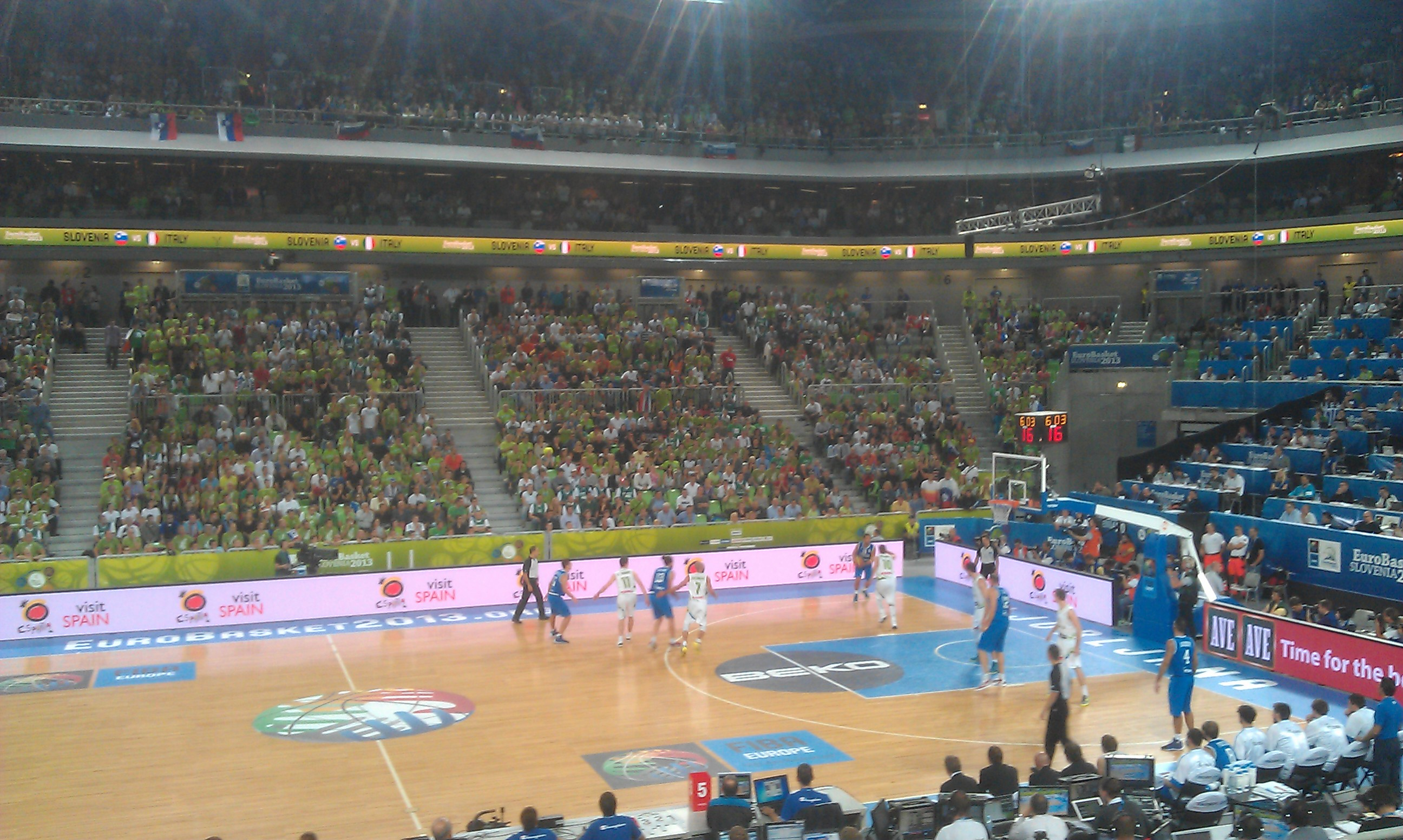
Stožice tijdens EuroBasket 2013
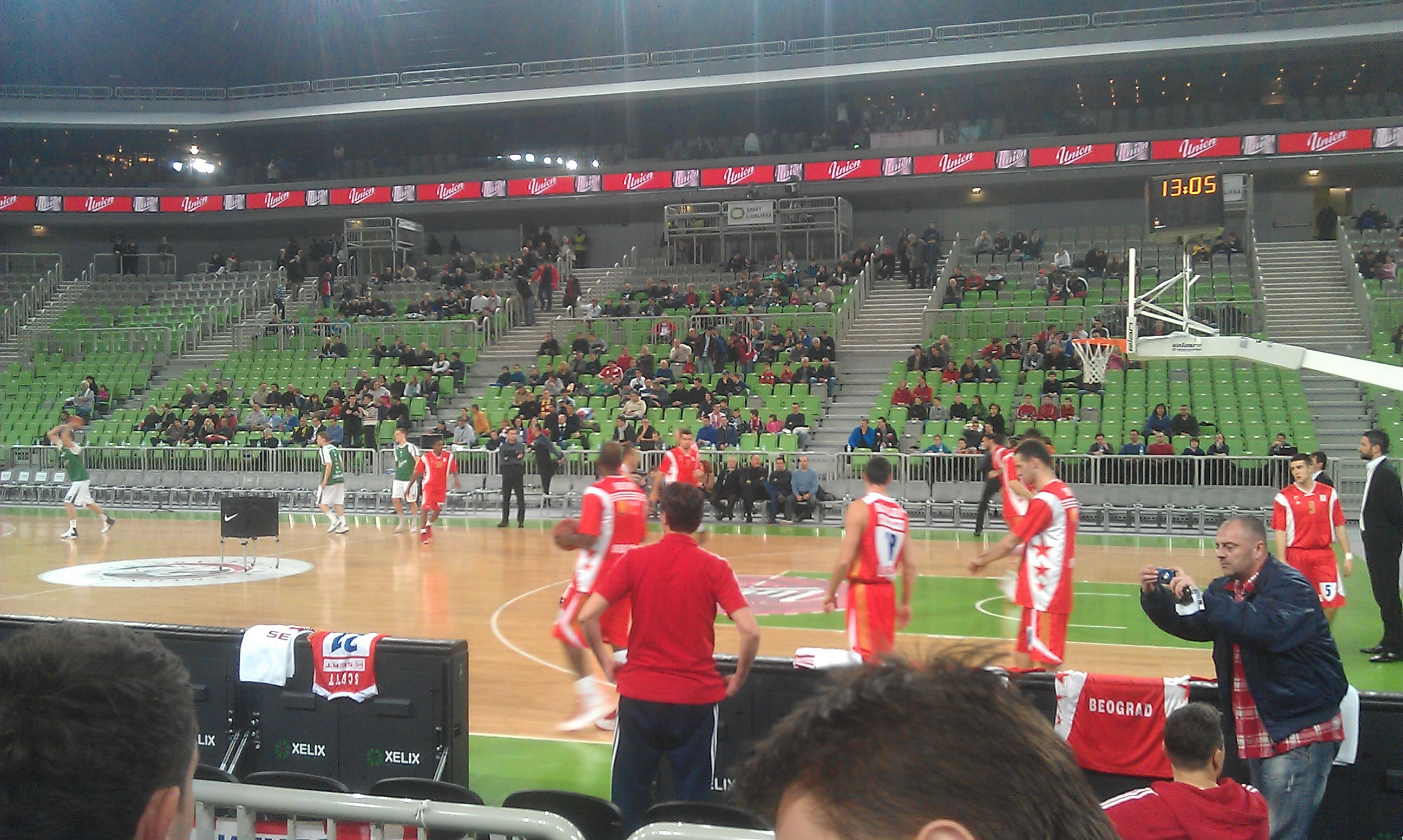
Stožice in 2013